# Wielki Bukowiec (wieś)
Wielki Bukowiec – wieś w Polsce położona w województwie pomorskim, w powiecie starogardzkim, w gminie Skórcz, przy drodze wojewódzkiej nr 214.
W latach 1975–1998 miejscowość administracyjnie należała do województwa gdańskiego.

## Położenie
Wieś o układzie przestrzennym ulicowym rozwiniętym wzdłuż ulic bocznych, leży przy szosie z Pączewa do Wdy, na lekko falistej wysoczyźnie morenowej, na wysokości 93–115 m n.p.m. Na południu graniczy z obrzeżem Parku Narodowego „Bory Tucholskie”, na wschodzie przylega do podmokłych łąk, przez które przepływa rzeczka Węgiermuca, dopływ Wierzycy wypływający z Jeziora Czarnoleskiego. Północnym skrajem miejscowości przebiega linia kolejowa Skórcz –  Szlachta, uruchomiona w sierpniu 1908 r., zamknięta na początku lat 90. XX w.
Do sołectwa Wielki Bukowiec administracyjnie należą: Nowy Bukowiec (dawne nazwy: Piątki, Neu Bukowitz; w gwarze ludowej Pionki) oraz osady leśne Drewniaczki (dawniej Drewniczek, Wilhelmswalde) i Bojanowo (dawna nazwa Neubruch). Powierzchnia wsi obejmuje 1.310 ha.
Kościół parafialny znajduje się w sąsiedniej wsi Czarnylas.
We wsi zachowało się wiele budynków mieszkalnych i gospodarczych z końca XIX wieku oraz początku wieku XX. Większość zabudowy mieszkaniowej i usługowej skupiona jest w zwartym zespole stanowiącym zabytkowy układ ruralistyczny.

## Nazwy historyczne
Nazwa Bukowiec pochodzi od słowa buk.
- Bukowiec (1624)
- Buckowietz (1789 r.)
- Bukowicz, Bukowica (XVIII w.)
- Gross Bukowitz (1885 r. i później)
- Wielki Bukówiec (okres międzywojenny)
- Buchenhagen, Buchen (1942 r.)
- Gross Bukowitz (1944 r.)

## Historia
W II połowie XVI w. wieś stanowiła własność szlachecką (40 łanów), należąca do Pomorzanina F. Teschnera, herbu Sas i należała wówczas do powiatu tczewskiego. W 1789 r. była folwarkiem szlacheckim o 3 dymach (zagrodach). W 1871 r. we wsi wybuchł wielki pożar, który strawił niemal wszystkie zabudowania.
W 1772 r., w wyniku I rozbioru, gmina została włączona do państwa pruskiego. Cały obszar wszedł w skład powiatu starogardzkiego i rejencji kwidzyńskiej. Stan taki utrzymał się do zakończenia l wojny światowej. Po zakończeniu wojny ziemie obecnej gminy powróciły do Polski i znalazły się w granicach powiatu starogardzkiego i województwa pomorskiego (ze stolicą w Toruniu).
W 1885 r. wieś stanowiła siedzibę gminy wiejskiej, do której należały: Wielki Bukowiec, Nowy Bukowiec, Mały Zajączek oraz Wielki Zajączek. Działało wtedy m.in. Towarzystwo Czytelni Ludowych.
Wg szkicu orientacyjnego Stefana Raszei, na początku XX w. we wsi znajdowały się m.in. dwie karczmy, kapliczka przydrożna, wiejski dom starców (do 1939 r.), szkoła, krzyż przydrożny, wiatrak (zniszczony), cmentarz pocholeryczny (zanikający) oraz staw wiejski  (obecnie zbiornik przeciwpożarowy).
W okresie okupacji wysiedlono 3 rodziny polskie, zamordowano 11 mieszkańców w różnych miejscach kaźni. Latem 1944 r. w rejonie nadleśnictwa Drewniaczki pojawili się spadochroniarze radzieccy. W lutym 1945 r. na przedpolach wsi Niemcy urządzili stanowiska artylerii przeciwlotniczej. Na przełomie lutego i marca 1945 r. toczyły się tam ciężkie walki z wojskami niemieckimi o zabudowania nadleśnictwa. Wieczorem 4 marca 1945 r. Wielki Bukowiec został wyzwolony.
W 1885 r. gminę Wielki Bukowiec zamieszkiwało 729 osób (w tym 672 katolików, 55 ewangelików i 2 żydów), w 1910 r. – 975 osób (w tym 885 Polaków i 88 Niemców), w 1931 r. – 976 osób.

## Szkolnictwo
W 1779 r. dzieci uczęszczały do szkoły w oddalonej o 3 km Zelgoszczy. W 1873 r. szkołę katolicką we wsi ukończyły 4 osoby. W 1875 r. wybudowano nową dwuklasowa szkołę, której budynek istnieje do dzisiaj. We wrześniu 1965 r. oddano do użytku nowy budynek szkolny. Już w latach przed 1914 r. odrębną szkołę z dwiema klasami: katolicką i ewangelicką miał Nowy Bukowiec. W okresie międzywojennym była tam jednoklasówka. Szkołę z niższymi klasami reaktywowano w 1959 r.

## Ochotnicza Straż Pożarna
W 1919 r. została założona Ochotnicza Straż Pożarna, której pierwszym komendantem został Józef Kosecki. Remizą była drewniana szopa usytuowana w centrum wsi, w pobliżu obecnego zbiornika przeciwpożarowego. W 1951 wieloletnim komendantem straży został Franciszek Krzyżanowski. W latach 50. przy jednostce OSP działał teatr amatorski, w 1962 r. założono Harcerską Drużynę Pożarniczą oraz Młodzieżową Drużynę Pożarniczą, która istnieje do dzisiaj. W 1954 r. jednostka otrzymała nowoczesny na tamte czasy sprzęt – motopompę M-200, a później M-800. W 1957 r., w sąsiedztwie ówczesnej szkoły podstawowej, wybudowano remizę strażacką. W 1993 została oddana do użytku nowa remiza, której nadano imię Franciszka Krzyżanowskiego jednocześnie fundując mu tablicę pamiątkową. Pod koniec tego roku straż otrzymała drugi samochód bojowy Scania, dar ze Szwecji. W 2009 r., w 90. rocznicę istnienia, decyzją Rady Gminy Skórcz przyznano OSP w Wielkim Bukowcu, jako pierwszej jednostce w gminie Skórcz, sztandar, który jednocześnie został odznaczony przez Komendanta Głównego Związku OSP Waldemara Pawlaka złotym medalem za zasługi dla pożarnictwa.

## Zabytki
W centrum wsi stoi kapliczka przydrożna wybudowana w 1946 r. przez miejscowego murarza Piotra Godlewskiego na miejscu starej, która nie przetrwała czasu wojny. Wnętrze jej zdobi pochodząca z I połowy XVIII w. drewniana, polichromowana figura Madonny, która została uratowana i przechowana w okresie okupacji przez rodzinę Kądzielów. Przy wyjeździe ze wsi w kierunku zachodnim stoi krzyż przydrożny.
Na północ od wsi (przy torach kolejowych) znajduje się zanikający cmentarz pocholeryczny z XIX w., na którym prawdopodobnie spoczywają prochy żołnierzy francuskich (1812 r.).
Zachowała się mapa katastralna wsi z 1849 roku, która przechowywana jest w archiwum Prezydium PRN w Starogardzie Gdańskim.